# خربة لد العوادين (حيفا)
خربة لد العوادين، قرية فلسطينية مهجرة، تقع إلى جنوب حيفا (تبعد عن حيفا قرابة 35,5 كم)، وجنوب غرب الناصرة. هُجرت القرية ودُمرت على يدّ القوات العسكرية الصهيونية في تاريخ 9 نيسان من عام 1948.

## موقع القرية
أُنشئت خربة لدّ في منطقة سهلية في مرج ابن عامر على ارتفاع 75 م عن سطح البحر، يمر منها نهر المقطع على بعد كيلو متر واحد شرقيها، وعلى بعد 1,5 كم إلى الشمال منها، ويشكل الحدّ بين قضاء حيفا وقضاء الناصرة في هذه المنطقة. في الجزء الشرقي من أراضيها يقع قسم من مستنقع قويطر، عين أم القلايد في جنوبها الغربي على بعد 3,5 كم، وعين العليق على بعد 3  كم من الغرب.

## احتلال القرية وتطهيرها عرقيًّا
تسللت قوة يهودية إلى القرية مساء 26 شباط، في الأسابيع الأولى للحرب عام 1948. حيث نُشر تقرير عن هذه الغارة في جريدة فلسطين اليومية، جاء فيه أنّ سكان القرية أطلقوا النار بكثافة على المهاجمين، فأجبروهم على الانسحاب بعد مناوشة قصيرة. ولم يعلن عن وقوع إصابات. على الرغم من عدم وجود رواية واضحة عن احتلال خربة لِد فمن الممكن أن تكون، إذا أخذنا موقعها بعين الاعتبار، واحدة من القرى التي تم الاستيلاء عليها عقب معركة مشمار هعيمق. حيث دُمّرت هذه القرى جميعها فور احتلالها في أثناء تلك العملية نفسها. وثمة احتمال (إمكانية حدوثه أقل)، هو أن القرية احتُلت في أثناء "عملية ديكل"، التي قام الجيش الإسرائيلي بها.

## القرية اليوم
كل ما تبقى من القرية اليوم هو ركام من الحجارة المبعثرة على الأرض، بالقرب من بعض أشجار الكينا، والزيتون الكبيرة. بالإضافة إلى بناء مشيّد حديثاً فوق بئر القرية.

## المستعمرات الإسرائيلية على أراضي القرية
أنشأت «إسرائيل» مستعمرة «ها-يوغف» غربي القرية في سنة 1949؛ شُيّد بعض منازلها على أراضي القرية.